# Arheologija
Arheologija je znanost koja sustavno proučava i istražuje stare materijalne ostatke s ciljem rekonstrukcije cjelokupnog života čovječanstva.
Sam naziv potječe od starogrčkih riječi aρχαιος (star, drevan) i λογος (riječ, pripovijest). Riječ aρχαιολογία postojala je u starogrčkom jeziku, ali u svom prvobitnom značenju - pričanje starih priča. Riječ arheologija ponovno koristi francuski putopisac Jacques Spon u 17. stoljeću, pridajući joj značenje blisko modernom poimanju.

## Predmet proučavanja
Prema kriteriju pojave pisma, arheologija se konvencionalno dijeli na dvije velike grane:
- prapovijesnu arheologiju - istražuje materijalne ostatke kultura i civilizacija koje ne poznaju pismo, i
- povijesnu arheologiju - istražuje kulture i civilizacije kod kojih je raširena uporaba pisma.

Unutar prapovijesne arheologije postoje daljnje, uže specijalizacije:
- paleolitik ili starije kameno doba, doba lovaca i sakupljača,
- mezolitik ili srednje kameno doba, prijelazno doba, pojava poljodjelstva i raširen ribolov,
- neolitik ili mlađe kameno doba, od naglog razvoja poljodjelstva, pojava pripitomljavanja životinja,
- eneolitik ili bakreno doba, prijelazno doba; uporaba bakra i primitivnih bakrenih slitina, visok značaj stočarstva,
- brončano doba, raširena uporaba bronce, i
- željezno doba, raširena uporaba željeza.

Unutar povijesne arheologije specijalizacije su uglavnom geografske ili kulturološke, npr.:
- egiptologija, biblijska arheologija, etruskologija, orijentalna arheologija, slavenska arheologija, starohrvatska arheologija, američka arheologija, kineska arheologija, indijska arheologija
- antička arheologija koja proučava kulturu grčkog i rimskog svijeta nadalje se dijeli na klasičnu arheologiju koja proučava matična područja antičkih civilizacija (Grčku i Italiju), te provincijalnu arheologiju koja proučava grčke kolonije i rimske provincije,
- starokršćanska arheologija proučava rane kršćanske materijalne ostatke.
- srednjovjekovna arheologija istražuje razdoblje od propasti Zapadnoga Rimskog Carstva do stvaranja novih etničkih zajednica i uspostave njihovih država,
- novovjekovna arheologija,
- industrijska arheologija.

## Metode
Neke od metoda arheološkog istraživanja su: komparativna metoda, stratigrafska metoda, dendrokronologija, makropaleobotanička metoda, mikropaleobotanička metoda, radiokarbonska metoda i fotografska sonda.
Arheološka znanost (arheometrija) obuhvaća metodologiju radnji uoči istraživanja (rekognosciranje), samog arheološkog iskopavanja, snimanja, dokumentiranja, zaštite, konzervacije i reprezentacije lokaliteta i nalaza. Unutar arheometrije postoje uže specijalizacije:
- arheologija okoliša istražuje ljudsko korištenje prirodnih resursa i prilagodbu okolišu,
- podvodna arheologija istražuje arheološke ostatke koji se danas nalaze pod vodom,
- etnoarheologija proučava suvremeno ljudsko društvo (primjerice običaje izoliranih kultura) s ciljem boljeg razumijevanja arheoloških podataka,
- zračna arheologija prikuplja podatke uglavnom zračnom fotografijom, koji su dragocjeni za otkrivanje i interpretaciju arheoloških nalazišta.

Postoje još mnoge specijalizacije poput socijalne arheologije, kognitivne arheologije, arheologije proizvodnje i tehnologije, geoarheologije, zooarheologije, rodne arheologije itd.
S arheologijom su usko povezane i discipline poput numizmatike, epigrafike, keramografike i sfragistike.

## Povijest
| Pregled značajnijih arheoloških otkrića                                                         | Godina |
| ----------------------------------------------------------------------------------------------- | ------ |
| Otkriveni Pompeji                                                                               | 1748.  |
| Jedan časnik Napoleonove vojske otkriva Ružin kamen s ispisanim hijeroglifima iz 6. st. pr. Kr. | 1799.  |
| Otkriven Abu Simbel                                                                             | 1812.  |
| Znanstvenici dešifrirali egipatske hijeroglife                                                  | 1822.  |
| Evans i Prestwich potvrđuju starost ljudske vrste i povezanost čovjeka s izumrlim životinjama.  | 1861.  |
| Pronađeni dokazi Homo erectusa                                                                  | 1891.  |
| Howard Carter otkriva Tutankhamonov grob                                                        | 1922.  |
| Louis Leakey počinje iskopavanje u Olduval Gorge                                                | 1931.  |
| Arheolozi otkrivaju prethistorijske crteže u Lascauxu                                           | 1940.  |
| Otkriveno radiokarbonsko datiranje                                                              | 1949.  |
| Donald Johanson otkriva "Lucy", prvobitnog hominida                                             | 1974.  |

## Vanjske poveznice
Ostali projekti
|  | Zajednički poslužitelj ima još gradiva o temi Arheologija |

Mrežna mjesta
- Hrvatsko arheološko društvo
- Institut za arheologiju  Arhivirana inačica izvorne stranice od 9. svibnja 2017. (Wayback Machine)
- www.arheologija.hr